# Canal Street (Manhattan)
Canal Street è un'arteria viaria in direzione est-ovest che scorre per circa 1.6 km a Lower Manhattan, nella città di New York.

## Descrizione
Corre da East Broadway, tra Essex e Jefferson Streets fino alla West Street ad ovest, tra Watts e Spring Street. Attraversa interamente il quartiere di Chinatown, e crea i confini meridionali di SoHo e Little Italy e il confine nord di TriBeCa. 
La strada svolge un importante ruolo di collegamento tra Jersey City (NJ), attraverso l'Holland Tunnel (I-78), e Brooklyn attraverso il Ponte di Manhattan.

## Trasporto pubblico
Canal Street è coperta da 7 stazioni della metropolitana di New York, da ovest ad est:
- Stazione di Canal Street della IRT Broadway-Seventh Avenue Line, a Varick Street, servita dalle linee 1 e 2
- Stazione di Canal Street della IND Eighth Avenue Line, sulla Sesta Strada, servita dalle linee A, C e E
- Stazione di Canal Street della BMT Broadway, Manhattan Bridge e Nassau Street Lines, e IRT Lexington Avenue Line, su Broadway, Lafayette Street e Centre Street, servita dalle linee 4, 6, J, N, Q, R, W e Z su 4 binari differenti.
- Stazione di East Broadway sulla IND Sixth Avenue Line, a East Broadway, servita dalla linea F